# ラジオ福島
株式会社ラジオ福島（ラジオふくしま、Radio Fukushima Co., Ltd.）は、福島県を放送対象地域として中波放送（AM放送）をする特定地上基幹放送事業者である。略称はrfc (Radio Fukusima Co.,Ltd.)。
JRNとNRNのクロスネット局で、東北地方唯一のAMラジオ単営局である。
国内の民放AM局では唯一、親局（福島 1kW）より子局（郡山 5kW）の送信出力が大きい。

## 概要
1953年（昭和28年）12月1日、全国30番目に福島局・郡山局・若松局（現在の会津若松局）・平局（現在のいわき局）が同時開局。その後1961年（昭和36年）9月に原町局が開局し、県内全域で聴取可能となった。
1978年（昭和53年）頃に、開局から使われたシンボルマークのCIロゴがRFCから小文字のrfcに変更となった。
当初は福島県初のラテ兼営民放テレビ局になる予定で1957年（昭和32年）10月にテレビ予備免許を取得していたが、郵政省（現・総務省）の条件をクリアできず1958年（昭和33年）4月にテレビ予備免許が失効。開局には至らなかった歴史がある。また、1959年（昭和34年）頃のテレビ放送開始を予定していた。福島県での民放テレビ開局は、1963年（昭和38年）の福島テレビ（FTV）開局まで待つこととなる。また、福島中央テレビ（FCT）、福島放送（KFB）、テレビユー福島（TUF）の周波数割り当て時にもテレビ免許申請を行っていたが、いずれも却下されている。
長年にわたって福島県唯一の民放ラジオ局だった。一時期、ふくしまFMが開局するまでTOKYO FMの一部番組を放送していたことがあった。
関連新聞は福島民報と毎日新聞。福島民報のラジオ面（中面）では、本局の番組表を大きめのサイズで掲載し、番組タイトルをゴシック体で、内容も詳細に掲載されている。
ニュースの名称は、以前は国内外のニュースを『毎日新聞ニュース』、県内ニュースを『福島民報ニュース』と分けており、定時ニュースなどでも「毎日新聞ニュースと福島民報ニュースをお伝えします」とされていたが、現在は『rfcニュース』に統一している。
24時間放送の開始は1982年（昭和57年）4月5日で、このときから『オールナイトニッポン』や『歌うヘッドライト』のネットを開始している。さらにCMの時間を使い、修学旅行生の安否を伝えることがある（以前は独立した5分間番組だった）。
自社制作番組の多くが、アナウンサーが制作（企画構成）・ミキシング技術などを一人で行うワンマンシステムとなっており、スタジオの多くもこれに対応したセッティングがなされている。また、夜間における緊急事態発生に備え、局アナ1人と制作・技術・報道部門のスタッフ数人が局に毎日交替で泊まりこむ「宿直勤務制度」を実施している。火災や地震の発生が伝えられたときは、ネット受け番組の音量を下げて、速報を伝える。
毎年11月中旬のふくしま駅伝の際は、テレビユー福島（TUF）と同時放送している。
2004年（平成16年）、『チャリティーミュージックソンとリヤカーサンタ』の活動により、ラジオ活動部門で日本民間放送連盟賞を受賞した。
2006年（平成18年）2月より、ニフティの協力でポッドキャスティングサービスをスタートした。
2009年（平成21年）4月改編で平日ワイド番組を一新、長寿番組『昼の希望音楽会』や『グリーンメロディー』を内包する10時台から12時台のワイド番組を新設する一方で、土・日曜昼のワイド番組は自社制作を取りやめ、ネット受けに切り替えた。なお、福島競馬開催期間中は従来通り、福島局では『福島競馬実況中継』を、それ以外の中継局ではレース中継を内包した番組『サタデー・サンデーリクエストジャンボリー』が放送されていた。
2011年（平成23年）4月頃から「radiko.jp復興支援プロジェクト」としてradikoによる暫定的な全国配信を経て、2012年（平成24年）4月1日より福島県内限定に切り替わり、実用化試験配信が開始された。
2014年（平成26年）8月1日からは、radiko.jpプレミアムにより、再び全国からの聴取が可能になった。
2016年（平成28年）1月27日に、rfcにとって中継局の開設自体、55年ぶりとなる「rfc東金山（ひがしかねやま）FM」が大沼郡金山町にFM補完中継局として開局し、同年11月16日にも、「rfc西金山（にしかねやま）FM」が同じく大沼郡金山町にFM補完中継局として開局した。
2017年（平成29年）3月、中通り地区にワイドFMの中継局を開局。それに伴い、福島競馬開催時の編成も、全局で『福島競馬実況中継』を放送することになった。
2023年（令和5年）4月改編より、それまで福島・郡山・会津若松といわき・原町の各局で分かれていた編成・CM枠が全県放送に統一され、それまでそれぞれのエリアでしか流れていなかった番組・企業のコマーシャルが福島県全県で流れるようになった。

## 歴史
- 1953年（昭和28年）
  - 3月15日：第1回設立準備委員会[9]
  - 4月13日：福島、郡山、若松、平（現：いわき）各放送局の免許申請[9]
  - 5月18日：第2回設立準備委員会[9]
  - 5月23日：第1回発起人会[9]
  - 8月1日：福島、郡山、若松、平（現：いわき）各放送局に予備免許交付[9]
  - 11月16日：福島放送局から試験電波発射[9]
  - 11月20日：福島放送局に本免許交付、同日からサービス放送開始[9]
  - 11月21日：郡山放送局から試験電波発射[9]
  - 11月24日：郡山放送局に本免許交付、同日からサービス放送開始[9]
  - 11月25日：若松放送局から試験電波発射[9]
  - 11月26日：若松放送局に本免許交付、平（現：いわき）放送局から試験電波発射[9]
  - 11月27日：平（現：いわき）放送局に本免許交付、同日からサービス放送開始[9]
  - 12月1日：12時[9]から福島、郡山、若松、平（現：いわき）各放送局の本放送開始。
- 1954年（昭和29年）
  - 2月22日：土湯温泉大火で速報『火災速報』を開始する。
  - 7月：『福島競馬実況中継』、高校野球県大会中継開始
- 1955年（昭和30年）
  - 1月：郡山放送局の出力を500Wから1kWに増力
  - 2月：『農家のみなさんへ』放送開始
- 1956年（昭和31年）
  - 7月17日：「会津大水害」で災害放送
- 1957年（昭和32年）
  - 10月22日：テレビジョン放送予備免許交付
- 1958年（昭和33年）
  - 4月1日：テレビジョン放送予備免許失効
- 1959年（昭和34年）
  - 5月：放送番組審議会を設置
  - 7月：番組基準を制定
- 1961年（昭和36年）
  - 9月：原町放送局開局
- 1963年（昭和38年）
  - 2月：「交通取締情報」全国初の放送開始及び福島県議会中継開始
  - 4月：プロ野球中継開始
- 1965年（昭和40年）
  - 5月：JRN（JapanRadioNetwork）加盟
  - 10月：家庭婦人向け番組『おかあさん教室』放送開始
- 1971年（昭和46年）
  - 4月：NRN（National Radio Network）加盟、『rfc土曜ワイド』放送開始
  - 10月：『福島競馬実況中継』の実況をラジオ福島のアナウンサーが担当
- 1973年（昭和48年）
  - 2月：福島局1kWに増力
  - 4月：ワンマンコントロールシステム導入
  - 12月：福島県警本部長より盗難車発見・ひき逃げ死亡事故解決等の情報放送に対して感謝状を受ける
- 1975年（昭和50年）
  - 1月：民放統一キャンペーン「はたちの献血」スタート
- 1976年（昭和51年）
  - 2月：交通遺児に愛の手を「まごころキャンペーン」開始
- 1977年（昭和52年）
  - 4月：本社を福島市太田町・民報ビルに移転
  - 11月：『ラジオ・チャリティー・ミュージックソン』募金開始　以降毎年実施
- 1978年（昭和53年）
  - 7月：開局25周年記念「rfcラジオまつり」開催
- 1981年（昭和56年）
  - 4月：いわき局1kWに増力、新番組『rfcワイド午後一番』始まる
  - 6月：中継取材車の愛称を募集し「いってみっカー」と命名
- 1982年（昭和57年）
  - 4月：24時間全日放送開始
- 1983年（昭和58年）
  - 10月：開局30周年記念式典、記念公演開催
- 1985年（昭和60年）
  - 10月：スタジオ新局舎建設起工
- 1986年（昭和61年）
  - 5月：スタジオ新局舎完成
  - 8月4日・5日：「8.5水害」災害報道放送
- 1987年（昭和62年）
  - 1月：第1回「ラジオ福島旅の会」スタート
  - 4月：第1回「rfc桜まつり」開催
  - 8月 - 9月：第1回「rfc防災キャンペーン」スタート
- 1989年（昭和64年／平成元年）
  - 1月：昭和天皇崩御、47時間21分の特別放送実施
  - 11月：第1回市町村対抗「ふくしま駅伝」実況中継
- 1990年（平成2年）
  - 5月：「電波の日・感謝ウィーク」企画開始【以降毎年実施】
- 1991年（平成3年）
  - 1月：日本民間放送連盟賞・放送活動部門「愛の輪広げて14年・ラジオチャリティーミュージックソンの歩み」優秀賞受賞
- 1992年（平成4年）
  - 3月：若松放送局1kWに増力、周波数を1062kHzから1395kHzに変更
- 1993年（平成5年）
  - 1月：第50回国民体育大会冬季大会開会中継、競技速報
  - 4月：開局40周年記念企画実施
- 1998年（平成10年）
  - 10月：ラジオ福島公式ホームページを開設
  - 12月：開局45周年
- 2000年（平成12年）
  - 6月：携帯端末サイト「rfcポケット」スタート
- 2001年（平成13年）
  - 7月：「うつくしま未来博」サテライトスタジオ「キビタンスタジオ」開設、随時中継リポート
- 2002年（平成14年）
  - 5月：「第39回ギャラクシー賞」で鏡田辰也がローカル局のアナウンサーとして初めて「DJパーソナリティ賞」を受賞
- 2003年（平成15年）
  - 4月：開局50周年記念企画実施
  - 12月：開局50周年。それを記念して、初の社史となる『ラジオ福島開局50周年の歩み』[注釈 1]が発刊された。
- 2007年（平成19年）
  - 4月：新マスター更新・新スタジオ完成
- 2008年（平成20年）
  - 4月：緊急地震速報システム導入
- 2011年（平成23年）
  - 3月11日：「東北地方太平洋沖地震」発生、福島市スタジオで震度6弱を記録。地震発生後、24時間災害報道特別番組を350時間14分放送
  - 3月：「東日本大震災による救援・復興に関する情報サイト」を立ち上げる
  - 8月：32時間特別編成『2011年夏　ラジオ・チャリティー・ミュージックソン』を放送
  - 9月：日本民間放送連盟賞・番組部門・ラジオ生ワイド番組『夜をぶっとばせリクエストで120分』優秀賞受賞
  - 9月：日本民間放送連盟賞・特別表彰部門・放送と公共性「災害ラジオとインターネット連動展開の記録」優秀賞受賞
- 2012年（平成24年）
  - 3月11日：10時から19時までの延べ8時間にわたる復興生放送特別番組「3.11ふくしまと共に〜再生の足音〜」を放送
  - 9月：日本放送文化大賞北海道・東北地区ラジオ部門で復興生放送特別番組「3.11ふくしまと共に〜再生の足音〜」優秀賞受賞
  - 11月27日：「災害発生時における緊急放送の協力に関する協定」を福島県警察本部と締結
  - 12月：『川内村が帰村宣言』がJRN大賞を受賞
- 2013年（平成25年）
  - 3月：富岡町復興応援ソング『桜舞う町で』制作
  - 6月：東北六魂祭における交通対策について福島県警察本部より感謝状
  - 9月：日本民間放送連盟賞・番組部門・ラジオ生ワイド番組「月曜Monday夜はこれから!〜請戸小学校の奇跡〜」優秀賞受賞（日本民間放送連盟賞北海道・東北地区審査会ラジオ生ワイド部門で最優秀賞、日本放送文化大賞北海道・東北地区審査会優秀賞）
  - 9月：日本民間放送連盟賞北海道・東北地区審査会ラジオ教養番組部門「ホールボディーカウンター〜調べてわかった被ばくの現状〜」優秀賞受賞
  - 12月1日：開局60周年「rfc感謝祭」5時間にわたり福島市公会堂で開催
- 2014年（平成26年）
  - 3月25日：開局60周年ラストイベント「市川海老蔵〜古典への誘い」開催（郡山市民文化センター）
  - 8月1日：第1スタジオリニューアル。8月1日から10日間「rfc夏祭り〜ラジオ!まるみえ!10日間」を実施
  - 9月15日：NHK・民放連共同ラジオキャンペーン「だから、ラジオ! ダカラジ」キックオフイベント開催（いわき芸術文化交流館アリオス）
- 2015年（平成27年）
  - 3月：特別番組「玄侑宗久・丹羽太貫 放射線を語る」が第3回東日本大震災復興支援坂田記念ジャーナリズム賞を受賞
  - 6月：『第41回放送文化基金賞』個人・グループ部門「放送文化」を、40年にわたるチャリティ番組の放送・活動の実績により『全国ラジオ・チャリティ・ミュージックソン実行委員会（ニッポン放送・ラジオ福島他）』を受賞
  - 10月26日：東金山FM補完中継局に対し予備免許を交付
- 2016年（平成28年）
  - 1月26日：東金山FM補完中継局 放送開始（11時から）[10][11]
  - 4月27日：西金山FM補完中継局に対し予備免許を交付
  - 10月6日：福島FM補完中継局、郡山FM補完中継局に対し予備免許を交付
  - 11月26日：西金山FM補完中継局 放送開始（7時から）
- 2017年（平成29年）
  - 1月9日：福島FM補完中継局、郡山FM補完中継局 試験電波発射開始（午前9時から）
  - 3月2日：福島FM補完中継局、郡山FM補完中継局 免許交付
  - 3月26日：福島FM補完中継局、郡山FM補完中継局 放送開始[12](午前10時から)
- 2018年（平成30年）
  - 1月30日：金山FM補完中継局 放送開始（午前10時から）[13]
  - 2月15日：若松FM補完中継局に対し予備免許を交付[14]
  - 6月15日：いわきFM補完中継局、原町FM補完中継局に対し予備免許を交付[15][16]
  - 8月1日：原町FM補完中継局、試験電波発射[17]
  - 9月3日：若松FM補完中継局、試験電波発射[17]
  - 9月11日：いわきFM補完中継局、試験電波発射[17]
  - 11月19日：若松FM補完中継局、いわきFM補完中継局、原町FM補完中継局 免許交付[18][19][20]
  - 12月1日：開局65周年[21]および若松FM補完中継局、いわきFM補完中継局、原町FM補完中継局 放送開始（午前11時から）[22]
- 2019年（平成31年／令和元年）
  - 11月1日：昭和村の公設公営型受信障害対策中継局に対し予備免許を交付[23]
- 2020年（令和2年）
  - 1月30日：昭和村の公設公営型受信障害対策中継局に対し免許を交付[24]
  - 2月1日：昭和村の公設公営型受信障害対策中継局 放送開始[25]
  - 9月1日：茨城放送（現在のLuckyFM茨城放送）、栃木放送と災害時・平常時の連携協定を締結[26]
- 2022年（令和4年）
  - 3月16日：福島県沖地震発生で郡山FM補完中継局の送信ケーブルの破損・原町局の送信機器の自動停止により停波[27][注釈 2]

## 事業所
本社（演奏所および送信所）
- 福島市下荒子8番地
  - 郵便番号は〒960-8655
    - 郵便番号が5桁のころは専用郵便番号はなかったが、放送では葉書募集などの際に「〒960 福島市 ラジオ福島」とアナウンスしていた（県内有数の著名企業だったのでこれで届いた。のちに「福島市下荒子8」と言うようになった）。

  - 以前は、JR福島駅近くの福島民報ビルに本社として総務・営業・企画事業が、下荒子の演奏所には編成（制作含む）・技術の各部署があったが、2007年4月にデジタルマスターの新設に伴って演奏所を増築した際に、全部署が演奏所側に集約された。本社・演奏所が分離されていた時は、番組内では『（下荒子の）スタジオから』という様に、本社と演奏所が別箇所である表現を使用することがあった。

郡山総支社（郡山中継局と併設）
- 郡山市菜根2丁目9番9号

若松支社
- 会津若松市花春町3番1号

いわき支社
- いわき市平字一町目1番地　ティーワンビル1階

東京支社
- 東京都中央区銀座5丁目15番8号　時事通信ビル9階

大阪支社
- 大阪市北区梅田3丁目4番5号　毎日新聞ビル4階

### 廃止となった事業所
- 旧本社（営業・企画事業）
  - 〒960-8068　福島市太田町13番17号　民報ビル4階

## 東日本大震災時の放送
- 2011年（平成23年）3月11日の東日本大震災発生時、福島市内のスタジオでは『かっとびワイド けんじとかおりのふれんどらじお』が放送されており、日本酒スイーツの「酒恵季（サケケーキ）」を試食中だった。パーソナリティの深野健司が初めて食し感想を口にし始めたときに揺れが到達し、スタジオ内での地震の揺れによりスタジオと副調整室を隔てる遮音ガラス窓の割れる音が拾われ[注釈 3][注釈 4]、深野はもう一人のパーソナリティ普天間かおりの助力も得ながら「ただいま非常に大きな地震が起きています。身の安全を確保してください。沿岸付近の方は津波の恐れがありますので大至急海岸から離れるようにしてください。高台などに避難するようにしてください。心を落ち着けてください」と注意喚起した。

- 震災時、ラジオ福島は15日間（3月11日の発生直後から3月25日5時の基点時間まで）に渡り、通常編成・CMをほぼ全て休止し、震災関連の報道特別番組を放送し続け[注釈 5]、地震・津波・原発事故の克明な情報を提供した。ラジオ福島の親会社でもある福島民報は、番組表のラジオ欄のラジオ福島の部分は縦書きのゴシック体で『ラジオ福島災害報道特別番組』とだけ書いたものを載せた。このラジオ福島の震災関連報道の1年間をまとめた書籍『ラジオ福島の300日』（片瀬京子とラジオ福島・著、ISBN 978-4-620-32118-9）[28]が震災1周年となった2012年（平成24年）3月に毎日新聞社出版局（現・毎日新聞出版）より刊行され、先述の番組表が表紙に掲載されている。
- 東日本大震災発生以後、震災関連情報番組を一部時間帯、日経ラジオ社でも放送した。また、震災対応のため、日曜深夜も含め終日24時間放送となる。その他に震災当時はまだradikoによる配信は行っていなかったが、「radiko.jp復興支援プロジェクト」として2012年（平成24年）3月31日まで全国配信が行われた[29]。

## 放送時間
- 日曜深夜（月曜未明）0時 - 5時の間を除いて、24時間放送を実施している。
- かつては日曜深夜（月曜未明）0時 - 4時、もしくは1時 - 5時の間は放送を休止していた。
- ただし過去には下記の理由で放送を休止せずに全日放送を行ったことがある。
  - 毎年12月24日 - 25日にかけて放送される『ラジオ・チャリティー・ミュージックソン』の放送が日曜深夜（月曜未明）を跨ぐ場合。
  - 12月31日が日曜日に当たる場合（自社製作の特番を放送）。
  - 2011年3月の東日本大震災発生からしばらくの間は報道特別番組、後に2012年4月1日までは、東日本大震災関連情報番組を日曜深夜（月曜未明）0時 - 4時まで放送し全日24時間放送を行っていた。

## 送信所
| AM放送                | AM放送   | AM放送  | AM放送       | AM放送 | AM放送                         | AM放送                                 |
| 親局                  | 呼出符号 | 周波数  | 出力         | 放送対象区域 | 備考                           | 送信所在地                             |
| --------------------- | -------- | ------- | ------------ | --- | ------------------------------ | -------------------------------------- |
| 福島                  | JOWR     | 1458kHz | 1kW          | 福島市・伊達市・桑折町・国見町                                                                                                  |                                | 福島市下荒子8番地                      |
| 中継局                | 呼出符号 | 周波数  | 出力         | 放送対象区域 | 備考                           | 送信所在地                             |
| 郡山                  | JOWO     | 1098kHz | 5kW          | 郡山市・須賀川市・田村市・白河市 本宮市・矢吹町・三春町・小野町・鏡石町 西郷村・泉崎村・中島村                                  |                                | 郡山市菜根2丁目9番9号                  |
| いわき                | JOWW     | 1431kHz | 1kW          | いわき市・広野町・楢葉町・富岡町・北茨城市                                                                                      |                                | いわき市平鎌田字寿金沢                 |
| 原町                  | JOFL     | 801kHz  | 100W         | 南相馬市・相馬市・新地町・浪江町                                                                                                |                                | 南相馬市原町区上北高平高松389番地      |
| 会津若松              | JOWE     | 1395kHz | 1kW          | 会津若松市・湯川村 | 「若松局」と称することが有る   | 会津若松市花見ヶ丘1丁目10番18号        |
| FM放送                |          |         |              | |                                |                                        |
| 中継局                | 周波数   | 出力    | 実効輻射電力 | 放送対象地域 | 備考                           | 送信所在地                             |
| rfc福島FM補完中継局   | 90.8MHz  | 500W    | 1,300W       | 福島市・二本松市・国見町・桑折町 川俣町・伊達市・宮城県白石市                                                                   | 176,297世帯（カバー率 78.2%）  | 福島市松川町（笹森山）                 |
| rfc郡山FM補完中継局   | 90.8MHz  | 500W    | 1,300W       | 郡山市・須賀川市・田村市・白河市 小野町・鏡石町・矢吹町・三春町・平田村・石川町・玉川村・浅川町・西郷村・泉崎村・中島村・那須町 | 244,762世帯（カバー率 88.5%）  | 郡山市中田町（黒石山）                 |
| rfc若松FM補完中継局   | 90.8MHz  | 250W    | 1,150W       | 会津若松市・湯川村・会津美里町・喜多方市 会津坂下町・北塩原村・三島町・柳津町・西会津町・郡山市・磐梯町・猪苗代町               | 85,242世帯（カバー率 38.5%）   | 会津若松市湊町赤井字彦左衛門（背炙山） |
| rfc東金山FM補完中継局 | 77.8MHz  | 20W     | 21W          | 金山町・三島町 | 約600世帯（推定カバー率54.1%） | 大沼郡金山町大栗山字赤岩（惣山）       |
| rfc西金山FM補完中継局 | 79.3MHz  | 20W     | 28.8W        | 金山町 | 約370世帯（推定カバー率33.4%） | 大沼郡金山町田沢（田沢山）             |
| rfc金山FM補完中継局   | 79.3MHz  | 5W      | 9.5W         | 金山町 | 約130世帯（カバー率12.5%）     | 大沼郡金山町八町                       |
| rfcいわきFM補完中継局 | 90.2MHz  | 100W    | 175W         | いわき市・広野町 | 約92,300世帯（カバー率64.3％） | いわき市（水石山）                     |
| rfc原町FM補完中継局   | 90.2MHz  | 100W    | 390W         | 南相馬市・相馬市・新地町・浪江町・富岡町・大熊町・双葉町・楢葉町・宮城県山元町                                                  | 約50,300世帯（カバー率91.1％） | 南相馬市                               |
| 昭和村親局 SFM        | 90.8MHz  | 0.1W    |              | 昭和村 | 607世帯（カバー率 98.5％）     | 昭和村                                 |
| 松山ラジオ SFM        | 90.8MHz  | 0.1W    |              | 昭和村 | 607世帯（カバー率 98.5％）     | 昭和村                                 |
| 奈良布ラジオ SFM      | 90.8MHz  | 0.1W    |              | 昭和村 | 607世帯（カバー率 98.5％）     | 昭和村                                 |
| 山神平ラジオ SFM      | 90.8MHz  | 0.1W    |              | 昭和村 | 607世帯（カバー率 98.5％）     | 昭和村                                 |
| 大芦ラジオ SFM        | 90.8MHz  | 0.1W    |              | 昭和村 | 607世帯（カバー率 98.5％）     | 昭和村                                 |
| 小野川ラジオ SFM      | 90.8MHz  | 0.1W    |              | 昭和村 | 607世帯（カバー率 98.5％）     | 昭和村                                 |
| 日落沢ラジオ SFM      | 90.8MHz  | 0.1W    |              | 昭和村 | 607世帯（カバー率 98.5％）     | 昭和村                                 |
| 野尻ラジオ SFM        | 90.8MHz  | 0.1W    |              | 昭和村 | 607世帯（カバー率 98.5％）     | 昭和村                                 |
| 喰丸ラジオ SFM        | 90.8MHz  | 0.1W    |              | 昭和村 | 607世帯（カバー率 98.5％）     | 昭和村                                 |
| 葛尾落合              | 90.8MHz  | 0.1W    |              | 葛尾村 |                                | 双葉郡葛尾村落合字落合１６             |
| 葛尾大放              | 90.8MHz  | 0.1W    |              | 葛尾村 | 双葉郡葛尾村落合字大放159-31   |                                        |
| 葛尾岩角              | 90.8MHz  | 0.1W    |              | 葛尾村 |                                |                                        |
| 葛尾大笹              | 90.8MHz  | 0.1W    |              | 葛尾村 |                                |                                        |
| 葛尾野川              | 90.8MHz  | 0.1W    |              | 葛尾村 |                                |                                        |
| 葛尾上野川            | 90.8MHz  | 0.1W    |              | 葛尾村 |                                |                                        |
| 葛尾上葛尾            | 90.8MHz  | 0.1W    |              | 葛尾村 |                                |                                        |
| 葛尾下葛尾            | 90.8MHz  | 0.1W    |              | 葛尾村 |                                |                                        |
| 葛尾広谷地            | 90.8MHz  | 0.1W    |              | 葛尾村 |                                |                                        |
| 葛尾野行              | 90.8MHz  | 0.1W    |              | 葛尾村 | 双葉郡葛尾村葛尾字野行68       |                                        |
| 葛尾夏湯              | 90.8MHz  | 0.1W    |              | 葛尾村 | 双葉郡葛尾村落合字夏湯148-5    |                                        |

radikoおよびradikoプレミアムでは、福島放送局の内容が福島県全域および全国に配信されている。
かつてはいわき放送局の放送を配信していた。

## キャッチフレーズ
- 笑顔全開!：2007年4月1日 - 2008年3月31日
- 笑顔でGO!GO!：2008年4月1日 - 
  - 開局55周年の「55」と「GO!GO!」を掛けている。

## スタジオ
- 第1スタジオ

演奏所入口ロビーから見える、公開スタジオ。出演者がミキシング・コンソールを直接操作できる、ワンマンコントロール設計となっており、アナウンサーが自ら機器を操作しながら番組を進行する。ほとんどの生ワイド番組が送出される他、観覧者側からは見えない奥側に、ニュースブースを配置。定時ニュースや、夕方ワイド番組は公開用のメインブースを使わず、ニュースブースからの送出となっている。
- 第2・3・4スタジオ

録音用スタジオ。第1スタジオ同様、ワンマンコントロールで操作可能なスタジオ。
- 第5スタジオ

録音用スタジオ。アナウンスブースと、ミキシングブースが分離されており（ワンマン操作できない）、多人数の収録などで使われる。
- eスタジオ

従来局舎（平屋建て）の東側に増築された（2007年4月）、2階建て新局舎にある新スタジオ。第5スタジオ同様、アナウンスブースと、ミキシングブースが分離されている（ワンマン操作できない）。番組収録などで使用。

## 資本構成
企業・団体の名称、個人の肩書は当時のもの。出典：

### 2016年3月31日
| 資本金      | 発行済株式総数 | 株主数 |
| ----------- | -------------- | ------ |
| 1億2000万円 | 240,000株      | 261    |

| 株主                   | 株式数   | 比率   |
| ---------------------- | -------- | ------ |
| 福島民報社             | 58,166株 | 24.23% |
| 毎日新聞社             | 49,500株 | 20.62% |
| 福島県                 | 30,000株 | 12.50% |
| フクコー・アド         | 09,600株 | 04.00% |
| ラジオ福島従業員持株会 | 08,560株 | 03.56% |
| 東北電力               | 06,856株 | 02.85% |
| 郡山市長               | 04,430株 | 01.84% |
| いわき市長             | 03,315株 | 01.38% |

## 主な番組

### 放送中の番組
- 2025年4月現在[35]。詳細は公式サイトを参照。
- 太字は自社制作。

#### 平日
| 時 | 月曜日 | 火曜日 | 水曜日 | 木曜日 | 金曜日 |
| --- | --- | --- | --- | --- | --- |
| 5 | 5:00 Buy Now | 5:00 Buy Now | 5:00 健康とっておき! | 5:00 Buy Now | 5:00 Buy Now |
| 5 | 5:15 農家の皆さんへ | | | | |
| 5 | 5:25 心のともしび - 坪井木の実 | | | | |
| 5 | 5:30 Brand-New Morning（TBSラジオ） - 月 - 木：大島由香里、金：酒井一圭（純烈） ▽5:55 天気予報 | | | | |
| 6 | | | | | |
| 6:30 レディ・オン - 月・火：小川栄一、水・木：高田優美、金：手塚伸一 ▽6:45 月・水：わくわくお届け便 火：まいどあり～。 木：ラジオの扉 金：疑惑のイージーリスニング ▽6:55 金：天国への手紙 ▽7:05 情報宝島（ニッポン放送） - 畑中秀哉 ▽7:30 歌のない歌謡曲 - 山地美紗子 ▽8:00 話題のアンテナ 日本全国8時です（TBSラジオ） - 森本毅郎・遠藤泰子 ▽8:35 羽田美智子のいってらっしゃい（ニッポン放送） - 羽田美智子 ▽8:40 武田鉄矢・今朝の三枚おろし（文化放送） - 武田鉄矢・水谷加奈 ▽9:10 荻原次晴のニッポン応援団～VIVA JAPON～（かしわプロダクション） - 荻原次晴 | | | | | |
| 7 | | | | | |
| 8 | | | | | |
| 9 | | | | | |
| 9:30 河村通夫の大自然まるかじりライフ（マール） - 河村通夫 | | | | | |
| 9:40 お母さん教室 - 月：大和田新、火：週替わり、水：小川栄一、木：海藤尚美、金：専門医のみなさん | | | | | |
| 9:55 rfcニュース・天気予報 | | | | | |
| 10 | 10:00 スマイル!- 月・火：渡邉美香、水・木：井畑美穂子、金：佐藤成美 ▽10:07・11:40 快適生活ラジオショッピング ▽10:25 新・流行音楽堂 ▽11:00 昼の希望音楽会 ▽12:00 グリーンメロディー ▽12:30 月・水・金：旬!SHUN!ピックアップ 火：耳より健康便り 木：ラジオの扉 | 10:00 スマイル!- 月・火：渡邉美香、水・木：井畑美穂子、金：佐藤成美 ▽10:07・11:40 快適生活ラジオショッピング ▽10:25 新・流行音楽堂 ▽11:00 昼の希望音楽会 ▽12:00 グリーンメロディー ▽12:30 月・水・金：旬!SHUN!ピックアップ 火：耳より健康便り 木：ラジオの扉 | 10:00 スマイル!- 月・火：渡邉美香、水・木：井畑美穂子、金：佐藤成美 ▽10:07・11:40 快適生活ラジオショッピング ▽10:25 新・流行音楽堂 ▽11:00 昼の希望音楽会 ▽12:00 グリーンメロディー ▽12:30 月・水・金：旬!SHUN!ピックアップ 火：耳より健康便り 木：ラジオの扉 | 10:00 スマイル!- 月・火：渡邉美香、水・木：井畑美穂子、金：佐藤成美 ▽10:07・11:40 快適生活ラジオショッピング ▽10:25 新・流行音楽堂 ▽11:00 昼の希望音楽会 ▽12:00 グリーンメロディー ▽12:30 月・水・金：旬!SHUN!ピックアップ 火：耳より健康便り 木：ラジオの扉 | 10:00 スマイル!- 月・火：渡邉美香、水・木：井畑美穂子、金：佐藤成美 ▽10:07・11:40 快適生活ラジオショッピング ▽10:25 新・流行音楽堂 ▽11:00 昼の希望音楽会 ▽12:00 グリーンメロディー ▽12:30 月・水・金：旬!SHUN!ピックアップ 火：耳より健康便り 木：ラジオの扉 |
| 11 | 10:00 スマイル!- 月・火：渡邉美香、水・木：井畑美穂子、金：佐藤成美 ▽10:07・11:40 快適生活ラジオショッピング ▽10:25 新・流行音楽堂 ▽11:00 昼の希望音楽会 ▽12:00 グリーンメロディー ▽12:30 月・水・金：旬!SHUN!ピックアップ 火：耳より健康便り 木：ラジオの扉 | 10:00 スマイル!- 月・火：渡邉美香、水・木：井畑美穂子、金：佐藤成美 ▽10:07・11:40 快適生活ラジオショッピング ▽10:25 新・流行音楽堂 ▽11:00 昼の希望音楽会 ▽12:00 グリーンメロディー ▽12:30 月・水・金：旬!SHUN!ピックアップ 火：耳より健康便り 木：ラジオの扉 | 10:00 スマイル!- 月・火：渡邉美香、水・木：井畑美穂子、金：佐藤成美 ▽10:07・11:40 快適生活ラジオショッピング ▽10:25 新・流行音楽堂 ▽11:00 昼の希望音楽会 ▽12:00 グリーンメロディー ▽12:30 月・水・金：旬!SHUN!ピックアップ 火：耳より健康便り 木：ラジオの扉 | 10:00 スマイル!- 月・火：渡邉美香、水・木：井畑美穂子、金：佐藤成美 ▽10:07・11:40 快適生活ラジオショッピング ▽10:25 新・流行音楽堂 ▽11:00 昼の希望音楽会 ▽12:00 グリーンメロディー ▽12:30 月・水・金：旬!SHUN!ピックアップ 火：耳より健康便り 木：ラジオの扉 | 10:00 スマイル!- 月・火：渡邉美香、水・木：井畑美穂子、金：佐藤成美 ▽10:07・11:40 快適生活ラジオショッピング ▽10:25 新・流行音楽堂 ▽11:00 昼の希望音楽会 ▽12:00 グリーンメロディー ▽12:30 月・水・金：旬!SHUN!ピックアップ 火：耳より健康便り 木：ラジオの扉 |
| 12 | 10:00 スマイル!- 月・火：渡邉美香、水・木：井畑美穂子、金：佐藤成美 ▽10:07・11:40 快適生活ラジオショッピング ▽10:25 新・流行音楽堂 ▽11:00 昼の希望音楽会 ▽12:00 グリーンメロディー ▽12:30 月・水・金：旬!SHUN!ピックアップ 火：耳より健康便り 木：ラジオの扉 | 10:00 スマイル!- 月・火：渡邉美香、水・木：井畑美穂子、金：佐藤成美 ▽10:07・11:40 快適生活ラジオショッピング ▽10:25 新・流行音楽堂 ▽11:00 昼の希望音楽会 ▽12:00 グリーンメロディー ▽12:30 月・水・金：旬!SHUN!ピックアップ 火：耳より健康便り 木：ラジオの扉 | 10:00 スマイル!- 月・火：渡邉美香、水・木：井畑美穂子、金：佐藤成美 ▽10:07・11:40 快適生活ラジオショッピング ▽10:25 新・流行音楽堂 ▽11:00 昼の希望音楽会 ▽12:00 グリーンメロディー ▽12:30 月・水・金：旬!SHUN!ピックアップ 火：耳より健康便り 木：ラジオの扉 | 10:00 スマイル!- 月・火：渡邉美香、水・木：井畑美穂子、金：佐藤成美 ▽10:07・11:40 快適生活ラジオショッピング ▽10:25 新・流行音楽堂 ▽11:00 昼の希望音楽会 ▽12:00 グリーンメロディー ▽12:30 月・水・金：旬!SHUN!ピックアップ 火：耳より健康便り 木：ラジオの扉 | 10:00 スマイル!- 月・火：渡邉美香、水・木：井畑美穂子、金：佐藤成美 ▽10:07・11:40 快適生活ラジオショッピング ▽10:25 新・流行音楽堂 ▽11:00 昼の希望音楽会 ▽12:00 グリーンメロディー ▽12:30 月・水・金：旬!SHUN!ピックアップ 火：耳より健康便り 木：ラジオの扉 |
| 12:50 森野熊八グルメタイム〜ニッポン全国うまい、うまい!〜（ニッポン放送） - 森野熊八 | | | | | |
| 13 | 13:00 Radio de Show ラジオでしょう - 月：森本庸平・MANAMI、火：深野健司・なすび、水：鏡田辰也・フジナッツ健、木：鏡田辰也、金：海藤尚美・普天間かおり | 13:00 Radio de Show ラジオでしょう - 月：森本庸平・MANAMI、火：深野健司・なすび、水：鏡田辰也・フジナッツ健、木：鏡田辰也、金：海藤尚美・普天間かおり | 13:00 Radio de Show ラジオでしょう - 月：森本庸平・MANAMI、火：深野健司・なすび、水：鏡田辰也・フジナッツ健、木：鏡田辰也、金：海藤尚美・普天間かおり | 13:00 Radio de Show ラジオでしょう - 月：森本庸平・MANAMI、火：深野健司・なすび、水：鏡田辰也・フジナッツ健、木：鏡田辰也、金：海藤尚美・普天間かおり | 13:00 Radio de Show ラジオでしょう - 月：森本庸平・MANAMI、火：深野健司・なすび、水：鏡田辰也・フジナッツ健、木：鏡田辰也、金：海藤尚美・普天間かおり |
| 14 | 13:00 Radio de Show ラジオでしょう - 月：森本庸平・MANAMI、火：深野健司・なすび、水：鏡田辰也・フジナッツ健、木：鏡田辰也、金：海藤尚美・普天間かおり | 13:00 Radio de Show ラジオでしょう - 月：森本庸平・MANAMI、火：深野健司・なすび、水：鏡田辰也・フジナッツ健、木：鏡田辰也、金：海藤尚美・普天間かおり | 13:00 Radio de Show ラジオでしょう - 月：森本庸平・MANAMI、火：深野健司・なすび、水：鏡田辰也・フジナッツ健、木：鏡田辰也、金：海藤尚美・普天間かおり | 13:00 Radio de Show ラジオでしょう - 月：森本庸平・MANAMI、火：深野健司・なすび、水：鏡田辰也・フジナッツ健、木：鏡田辰也、金：海藤尚美・普天間かおり | 13:00 Radio de Show ラジオでしょう - 月：森本庸平・MANAMI、火：深野健司・なすび、水：鏡田辰也・フジナッツ健、木：鏡田辰也、金：海藤尚美・普天間かおり |
| 15 | 13:00 Radio de Show ラジオでしょう - 月：森本庸平・MANAMI、火：深野健司・なすび、水：鏡田辰也・フジナッツ健、木：鏡田辰也、金：海藤尚美・普天間かおり | 13:00 Radio de Show ラジオでしょう - 月：森本庸平・MANAMI、火：深野健司・なすび、水：鏡田辰也・フジナッツ健、木：鏡田辰也、金：海藤尚美・普天間かおり | 13:00 Radio de Show ラジオでしょう - 月：森本庸平・MANAMI、火：深野健司・なすび、水：鏡田辰也・フジナッツ健、木：鏡田辰也、金：海藤尚美・普天間かおり | 13:00 Radio de Show ラジオでしょう - 月：森本庸平・MANAMI、火：深野健司・なすび、水：鏡田辰也・フジナッツ健、木：鏡田辰也、金：海藤尚美・普天間かおり | 13:00 Radio de Show ラジオでしょう - 月：森本庸平・MANAMI、火：深野健司・なすび、水：鏡田辰也・フジナッツ健、木：鏡田辰也、金：海藤尚美・普天間かおり |
| 16 | 16:00 健康百年道場 | 16:00 Buy Now | 16:00 健康百年道場 | 16:00 Buy Now | 16:00 健康百年道場 |
| 16 | 16:15 ORANGE TIME - 月・火：海藤尚美、水：森本庸平、木・金：山地美紗子 ▽16:50 あなたにハッピー・メロディ（ニッポン放送） - だいすけ ▽17:00 ニュース・パレード（文化放送） ▽17:15 火：快適生活ラジオショッピング 金：朗読のヒロバ（TBSラジオ） ▽17:30 ネットワークトゥデイ（TBSラジオ） ▽18:20 身近なことからSDGs - 牛窪万里子、石井麻由子                                                              | | | | |
| 17 | | | | | |
| 18 | | | | | |
| 18:45 岡村孝子 あの頃ミュージック（かしわプロダクション） - 岡村孝子 | 18:45 八神純子 Music Town（かしわプロダクション） - 八神純子 | 19:00 エキサイティングゲーム rfcナイター | 19:00 エキサイティングゲーム rfcナイター | 19:00 エキサイティングゲーム rfcナイター | |
| 19 | 19:00 サウンドスケッチ（かしわプロダクション） - 松本英子 | 19:00 エキサイティングゲーム rfcナイター | 19:00 エキサイティングゲーム rfcナイター | 19:00 エキサイティングゲーム rfcナイター | 19:00 荻上チキ・Session（TBSラジオ） - 荻上チキ・南部広美 |
| 19 | 19:30 相川七瀬 ROCK GOES ON（かしわプロダクション） - 相川七瀬 | 19:00 エキサイティングゲーム rfcナイター | 19:00 エキサイティングゲーム rfcナイター | 19:00 エキサイティングゲーム rfcナイター | 19:00 荻上チキ・Session（TBSラジオ） - 荻上チキ・南部広美 |
| 20 | 20:00 ukkaり娘の浮かれでぃお - ukka | 19:00 エキサイティングゲーム rfcナイター | 19:00 エキサイティングゲーム rfcナイター | 19:00 エキサイティングゲーム rfcナイター | 20:00 ベストミュージックコレクション - 神戸康子 |
| 20 | 20:30 夏川りみのたびぐくるちむぐくる（かしわプロダクション） - 夏川りみ・わたなべヨシコ | 19:00 エキサイティングゲーム rfcナイター | 19:00 エキサイティングゲーム rfcナイター | 19:00 エキサイティングゲーム rfcナイター | 20:30 昭和歌謡セレクション（エスケープロダクツ） - 佐藤健一 |
| 20 | 20:45 ラジオ劇場 アキラとあきら（KBCラジオ） | 19:00 エキサイティングゲーム rfcナイター | 19:00 エキサイティングゲーム rfcナイター | 19:00 エキサイティングゲーム rfcナイター | 20:30 昭和歌謡セレクション（エスケープロダクツ） - 佐藤健一 |
| 21 | 21:00 熊木杏里 夢のある喫茶店（HBCラジオ） - 熊木杏里 | 21:00 松村邦洋のOH-!邦自慢（山口放送） - 松村邦洋 | 21:00 ミュージックブルペン（かしわプロダクション） | 21:00 ミュージックブルペン（かしわプロダクション） | 21:00 ミュージックブルペン（かしわプロダクション） |
| 21 | 21:20 パックンマックンのワールドで行こう!（かしわプロダクション） - パックンマックン | 21:00 松村邦洋のOH-!邦自慢（山口放送） - 松村邦洋 | 21:00 ミュージックブルペン（かしわプロダクション） | 21:00 ミュージックブルペン（かしわプロダクション） | 21:00 ミュージックブルペン（かしわプロダクション） |
| 21 | 21:30 かまいたちのヘイ!タクシー!（TBSラジオ） - かまいたち | 21:30 大友良英のJAMJAMラジオ（KBS京都） - 大友良英 | 21:00 ミュージックブルペン（かしわプロダクション） | 21:00 ミュージックブルペン（かしわプロダクション） | 21:00 ミュージックブルペン（かしわプロダクション） |
| 22 | 22:00 レコメン!（文化放送） 月：駒木根葵汰、火： 秋山寛貴（ハナコ）、水：矢吹奈子、木：吉田仁人（M!LK） ▽22:30 月：Girls²のがるがるトーク! - Girls² ▽23:30 水：めるるのはっぴーsu るーむ - 生見愛瑠、木：大空幸星のレコメン!リアルボイス - 大空幸星 ▽0:05 月：timeleszのQrzone - timelesz、火：Kis-My-Ft2 キスマイRadio - Kis-My-Ft2、水：King & Prince 永瀬廉のRadio GARDEN - 永瀬廉（King & Prince） | 22:00 レコメン!（文化放送） 月：駒木根葵汰、火： 秋山寛貴（ハナコ）、水：矢吹奈子、木：吉田仁人（M!LK） ▽22:30 月：Girls²のがるがるトーク! - Girls² ▽23:30 水：めるるのはっぴーsu るーむ - 生見愛瑠、木：大空幸星のレコメン!リアルボイス - 大空幸星 ▽0:05 月：timeleszのQrzone - timelesz、火：Kis-My-Ft2 キスマイRadio - Kis-My-Ft2、水：King & Prince 永瀬廉のRadio GARDEN - 永瀬廉（King & Prince） | 22:00 レコメン!（文化放送） 月：駒木根葵汰、火： 秋山寛貴（ハナコ）、水：矢吹奈子、木：吉田仁人（M!LK） ▽22:30 月：Girls²のがるがるトーク! - Girls² ▽23:30 水：めるるのはっぴーsu るーむ - 生見愛瑠、木：大空幸星のレコメン!リアルボイス - 大空幸星 ▽0:05 月：timeleszのQrzone - timelesz、火：Kis-My-Ft2 キスマイRadio - Kis-My-Ft2、水：King & Prince 永瀬廉のRadio GARDEN - 永瀬廉（King & Prince） | 22:00 レコメン!（文化放送） 月：駒木根葵汰、火： 秋山寛貴（ハナコ）、水：矢吹奈子、木：吉田仁人（M!LK） ▽22:30 月：Girls²のがるがるトーク! - Girls² ▽23:30 水：めるるのはっぴーsu るーむ - 生見愛瑠、木：大空幸星のレコメン!リアルボイス - 大空幸星 ▽0:05 月：timeleszのQrzone - timelesz、火：Kis-My-Ft2 キスマイRadio - Kis-My-Ft2、水：King & Prince 永瀬廉のRadio GARDEN - 永瀬廉（King & Prince） | 22:00 他言無用～女性アナウンサーが好き勝手します!～ - ラジオ福島女性アナウンサー （週替わり） |
| 22 | 22:00 レコメン!（文化放送） 月：駒木根葵汰、火： 秋山寛貴（ハナコ）、水：矢吹奈子、木：吉田仁人（M!LK） ▽22:30 月：Girls²のがるがるトーク! - Girls² ▽23:30 水：めるるのはっぴーsu るーむ - 生見愛瑠、木：大空幸星のレコメン!リアルボイス - 大空幸星 ▽0:05 月：timeleszのQrzone - timelesz、火：Kis-My-Ft2 キスマイRadio - Kis-My-Ft2、水：King & Prince 永瀬廉のRadio GARDEN - 永瀬廉（King & Prince） | 22:00 レコメン!（文化放送） 月：駒木根葵汰、火： 秋山寛貴（ハナコ）、水：矢吹奈子、木：吉田仁人（M!LK） ▽22:30 月：Girls²のがるがるトーク! - Girls² ▽23:30 水：めるるのはっぴーsu るーむ - 生見愛瑠、木：大空幸星のレコメン!リアルボイス - 大空幸星 ▽0:05 月：timeleszのQrzone - timelesz、火：Kis-My-Ft2 キスマイRadio - Kis-My-Ft2、水：King & Prince 永瀬廉のRadio GARDEN - 永瀬廉（King & Prince） | 22:00 レコメン!（文化放送） 月：駒木根葵汰、火： 秋山寛貴（ハナコ）、水：矢吹奈子、木：吉田仁人（M!LK） ▽22:30 月：Girls²のがるがるトーク! - Girls² ▽23:30 水：めるるのはっぴーsu るーむ - 生見愛瑠、木：大空幸星のレコメン!リアルボイス - 大空幸星 ▽0:05 月：timeleszのQrzone - timelesz、火：Kis-My-Ft2 キスマイRadio - Kis-My-Ft2、水：King & Prince 永瀬廉のRadio GARDEN - 永瀬廉（King & Prince） | 22:00 レコメン!（文化放送） 月：駒木根葵汰、火： 秋山寛貴（ハナコ）、水：矢吹奈子、木：吉田仁人（M!LK） ▽22:30 月：Girls²のがるがるトーク! - Girls² ▽23:30 水：めるるのはっぴーsu るーむ - 生見愛瑠、木：大空幸星のレコメン!リアルボイス - 大空幸星 ▽0:05 月：timeleszのQrzone - timelesz、火：Kis-My-Ft2 キスマイRadio - Kis-My-Ft2、水：King & Prince 永瀬廉のRadio GARDEN - 永瀬廉（King & Prince） | 22:20 真夜中のなんくるタイム - 嘉数夕稀子 |
| 22 | 22:00 レコメン!（文化放送） 月：駒木根葵汰、火： 秋山寛貴（ハナコ）、水：矢吹奈子、木：吉田仁人（M!LK） ▽22:30 月：Girls²のがるがるトーク! - Girls² ▽23:30 水：めるるのはっぴーsu るーむ - 生見愛瑠、木：大空幸星のレコメン!リアルボイス - 大空幸星 ▽0:05 月：timeleszのQrzone - timelesz、火：Kis-My-Ft2 キスマイRadio - Kis-My-Ft2、水：King & Prince 永瀬廉のRadio GARDEN - 永瀬廉（King & Prince） | 22:00 レコメン!（文化放送） 月：駒木根葵汰、火： 秋山寛貴（ハナコ）、水：矢吹奈子、木：吉田仁人（M!LK） ▽22:30 月：Girls²のがるがるトーク! - Girls² ▽23:30 水：めるるのはっぴーsu るーむ - 生見愛瑠、木：大空幸星のレコメン!リアルボイス - 大空幸星 ▽0:05 月：timeleszのQrzone - timelesz、火：Kis-My-Ft2 キスマイRadio - Kis-My-Ft2、水：King & Prince 永瀬廉のRadio GARDEN - 永瀬廉（King & Prince） | 22:00 レコメン!（文化放送） 月：駒木根葵汰、火： 秋山寛貴（ハナコ）、水：矢吹奈子、木：吉田仁人（M!LK） ▽22:30 月：Girls²のがるがるトーク! - Girls² ▽23:30 水：めるるのはっぴーsu るーむ - 生見愛瑠、木：大空幸星のレコメン!リアルボイス - 大空幸星 ▽0:05 月：timeleszのQrzone - timelesz、火：Kis-My-Ft2 キスマイRadio - Kis-My-Ft2、水：King & Prince 永瀬廉のRadio GARDEN - 永瀬廉（King & Prince） | 22:00 レコメン!（文化放送） 月：駒木根葵汰、火： 秋山寛貴（ハナコ）、水：矢吹奈子、木：吉田仁人（M!LK） ▽22:30 月：Girls²のがるがるトーク! - Girls² ▽23:30 水：めるるのはっぴーsu るーむ - 生見愛瑠、木：大空幸星のレコメン!リアルボイス - 大空幸星 ▽0:05 月：timeleszのQrzone - timelesz、火：Kis-My-Ft2 キスマイRadio - Kis-My-Ft2、水：King & Prince 永瀬廉のRadio GARDEN - 永瀬廉（King & Prince） | 22:30 日向坂46の「ひ」（文化放送） - 日向坂46 |
| 23 | 22:00 レコメン!（文化放送） 月：駒木根葵汰、火： 秋山寛貴（ハナコ）、水：矢吹奈子、木：吉田仁人（M!LK） ▽22:30 月：Girls²のがるがるトーク! - Girls² ▽23:30 水：めるるのはっぴーsu るーむ - 生見愛瑠、木：大空幸星のレコメン!リアルボイス - 大空幸星 ▽0:05 月：timeleszのQrzone - timelesz、火：Kis-My-Ft2 キスマイRadio - Kis-My-Ft2、水：King & Prince 永瀬廉のRadio GARDEN - 永瀬廉（King & Prince） | 22:00 レコメン!（文化放送） 月：駒木根葵汰、火： 秋山寛貴（ハナコ）、水：矢吹奈子、木：吉田仁人（M!LK） ▽22:30 月：Girls²のがるがるトーク! - Girls² ▽23:30 水：めるるのはっぴーsu るーむ - 生見愛瑠、木：大空幸星のレコメン!リアルボイス - 大空幸星 ▽0:05 月：timeleszのQrzone - timelesz、火：Kis-My-Ft2 キスマイRadio - Kis-My-Ft2、水：King & Prince 永瀬廉のRadio GARDEN - 永瀬廉（King & Prince） | 22:00 レコメン!（文化放送） 月：駒木根葵汰、火： 秋山寛貴（ハナコ）、水：矢吹奈子、木：吉田仁人（M!LK） ▽22:30 月：Girls²のがるがるトーク! - Girls² ▽23:30 水：めるるのはっぴーsu るーむ - 生見愛瑠、木：大空幸星のレコメン!リアルボイス - 大空幸星 ▽0:05 月：timeleszのQrzone - timelesz、火：Kis-My-Ft2 キスマイRadio - Kis-My-Ft2、水：King & Prince 永瀬廉のRadio GARDEN - 永瀬廉（King & Prince） | 22:00 レコメン!（文化放送） 月：駒木根葵汰、火： 秋山寛貴（ハナコ）、水：矢吹奈子、木：吉田仁人（M!LK） ▽22:30 月：Girls²のがるがるトーク! - Girls² ▽23:30 水：めるるのはっぴーsu るーむ - 生見愛瑠、木：大空幸星のレコメン!リアルボイス - 大空幸星 ▽0:05 月：timeleszのQrzone - timelesz、火：Kis-My-Ft2 キスマイRadio - Kis-My-Ft2、水：King & Prince 永瀬廉のRadio GARDEN - 永瀬廉（King & Prince） | 23:00 櫻坂46 こちら有楽町星空放送局（ニッポン放送） - 櫻坂46（井上梨名ほか） |
| 23 | 22:00 レコメン!（文化放送） 月：駒木根葵汰、火： 秋山寛貴（ハナコ）、水：矢吹奈子、木：吉田仁人（M!LK） ▽22:30 月：Girls²のがるがるトーク! - Girls² ▽23:30 水：めるるのはっぴーsu るーむ - 生見愛瑠、木：大空幸星のレコメン!リアルボイス - 大空幸星 ▽0:05 月：timeleszのQrzone - timelesz、火：Kis-My-Ft2 キスマイRadio - Kis-My-Ft2、水：King & Prince 永瀬廉のRadio GARDEN - 永瀬廉（King & Prince） | 22:00 レコメン!（文化放送） 月：駒木根葵汰、火： 秋山寛貴（ハナコ）、水：矢吹奈子、木：吉田仁人（M!LK） ▽22:30 月：Girls²のがるがるトーク! - Girls² ▽23:30 水：めるるのはっぴーsu るーむ - 生見愛瑠、木：大空幸星のレコメン!リアルボイス - 大空幸星 ▽0:05 月：timeleszのQrzone - timelesz、火：Kis-My-Ft2 キスマイRadio - Kis-My-Ft2、水：King & Prince 永瀬廉のRadio GARDEN - 永瀬廉（King & Prince） | 22:00 レコメン!（文化放送） 月：駒木根葵汰、火： 秋山寛貴（ハナコ）、水：矢吹奈子、木：吉田仁人（M!LK） ▽22:30 月：Girls²のがるがるトーク! - Girls² ▽23:30 水：めるるのはっぴーsu るーむ - 生見愛瑠、木：大空幸星のレコメン!リアルボイス - 大空幸星 ▽0:05 月：timeleszのQrzone - timelesz、火：Kis-My-Ft2 キスマイRadio - Kis-My-Ft2、水：King & Prince 永瀬廉のRadio GARDEN - 永瀬廉（King & Prince） | 22:00 レコメン!（文化放送） 月：駒木根葵汰、火： 秋山寛貴（ハナコ）、水：矢吹奈子、木：吉田仁人（M!LK） ▽22:30 月：Girls²のがるがるトーク! - Girls² ▽23:30 水：めるるのはっぴーsu るーむ - 生見愛瑠、木：大空幸星のレコメン!リアルボイス - 大空幸星 ▽0:05 月：timeleszのQrzone - timelesz、火：Kis-My-Ft2 キスマイRadio - Kis-My-Ft2、水：King & Prince 永瀬廉のRadio GARDEN - 永瀬廉（King & Prince） | 23:30 乃木坂46の「の」（文化放送） - 乃木坂46 |
| 0 | 22:00 レコメン!（文化放送） 月：駒木根葵汰、火： 秋山寛貴（ハナコ）、水：矢吹奈子、木：吉田仁人（M!LK） ▽22:30 月：Girls²のがるがるトーク! - Girls² ▽23:30 水：めるるのはっぴーsu るーむ - 生見愛瑠、木：大空幸星のレコメン!リアルボイス - 大空幸星 ▽0:05 月：timeleszのQrzone - timelesz、火：Kis-My-Ft2 キスマイRadio - Kis-My-Ft2、水：King & Prince 永瀬廉のRadio GARDEN - 永瀬廉（King & Prince） | 22:00 レコメン!（文化放送） 月：駒木根葵汰、火： 秋山寛貴（ハナコ）、水：矢吹奈子、木：吉田仁人（M!LK） ▽22:30 月：Girls²のがるがるトーク! - Girls² ▽23:30 水：めるるのはっぴーsu るーむ - 生見愛瑠、木：大空幸星のレコメン!リアルボイス - 大空幸星 ▽0:05 月：timeleszのQrzone - timelesz、火：Kis-My-Ft2 キスマイRadio - Kis-My-Ft2、水：King & Prince 永瀬廉のRadio GARDEN - 永瀬廉（King & Prince） | 22:00 レコメン!（文化放送） 月：駒木根葵汰、火： 秋山寛貴（ハナコ）、水：矢吹奈子、木：吉田仁人（M!LK） ▽22:30 月：Girls²のがるがるトーク! - Girls² ▽23:30 水：めるるのはっぴーsu るーむ - 生見愛瑠、木：大空幸星のレコメン!リアルボイス - 大空幸星 ▽0:05 月：timeleszのQrzone - timelesz、火：Kis-My-Ft2 キスマイRadio - Kis-My-Ft2、水：King & Prince 永瀬廉のRadio GARDEN - 永瀬廉（King & Prince） | 22:00 レコメン!（文化放送） 月：駒木根葵汰、火： 秋山寛貴（ハナコ）、水：矢吹奈子、木：吉田仁人（M!LK） ▽22:30 月：Girls²のがるがるトーク! - Girls² ▽23:30 水：めるるのはっぴーsu るーむ - 生見愛瑠、木：大空幸星のレコメン!リアルボイス - 大空幸星 ▽0:05 月：timeleszのQrzone - timelesz、火：Kis-My-Ft2 キスマイRadio - Kis-My-Ft2、水：King & Prince 永瀬廉のRadio GARDEN - 永瀬廉（King & Prince） | 0:00 嵐・相葉雅紀のレコメン!アラシリミックス（文化放送） - 相葉雅紀（嵐） |
| 1 | 1:00 オールナイトニッポン（ニッポン放送） | 1:00 オールナイトニッポン（ニッポン放送） | 1:00 オールナイトニッポン（ニッポン放送） | 1:00 オールナイトニッポン（ニッポン放送） | 1:00 オールナイトニッポン（ニッポン放送） |
| 2 | 山田裕貴のオールナイトニッポン - 山田裕貴 | 星野源のオールナイトニッポン - 星野源 | 乃木坂46のオールナイトニッポン - 乃木坂46（久保史緒里ほか） | ナインティナインのオールナイトニッポン - ナインティナイン | 霜降り明星のオールナイトニッポン - 霜降り明星 |
| 3 | 3:00 オールナイトニッポン0(ZERO)（ニッポン放送） | 3:00 オールナイトニッポン0(ZERO)（ニッポン放送） | 3:00 オールナイトニッポン0(ZERO)（ニッポン放送） | 3:00 オールナイトニッポン0(ZERO)（ニッポン放送） | 3:00 オールナイトニッポン0(ZERO)（ニッポン放送） |
| 4 | キタニタツヤのオールナイトニッポン0(ZERO) - キタニタツヤ | あののオールナイトニッポン0(ZERO) - あの | 佐久間宣行のオールナイトニッポン0(ZERO) - 佐久間宣行 | マヂカルラブリーのオールナイトニッポン0(ZERO) - マヂカルラブリー | 三四郎のオールナイトニッポン0 (ZERO) - 三四郎 |
| 4 | 4:30 上柳昌彦 あさぼらけ（ニッポン放送） - 上柳昌彦 | | | | 三四郎のオールナイトニッポン0 (ZERO) - 三四郎 |

#### 週末
| 時                          | 土曜日 | 日曜日 |
| --------------------------- | --- | --- |
| 5                           | 5:00 好きです歌謡曲 - 佐藤成美 | 5:00 やまもとようこのマクロビーノライフ - 山本洋子                                                                                              |
| 5                           | 5:15 農家の皆さんへ | 5:15 福田こうへいのゆっくり行ぐべぇ〜（岩手放送） - 福田こうへい                                                                                |
| 5                           | 5:25 心のともしび - 坪井木の実 | 5:15 福田こうへいのゆっくり行ぐべぇ〜（岩手放送） - 福田こうへい                                                                                |
| 5                           | 5:30 信仰の時間（日本福音宣教会） | 5:30 解決!知っ得プレミアム |
| 5                           | 5:40 おはよう!ニッポン全国消防団（ニッポン放送） - ひろたみゆ紀                                                                                | 5:30 解決!知っ得プレミアム |
| 5                           | 5:50 ラジオの扉 | 5:50 ひろさちや まんだら人生論を聴く |
| 6                           | 6:00 土曜朝6時 木梨の会。（TBSラジオ） - 木梨憲武（とんねるず）                                                                                | 6:00 Buy Now |
| 6                           | 6:00 土曜朝6時 木梨の会。（TBSラジオ） - 木梨憲武（とんねるず）                                                                                | 6:15 農家の皆さんへ |
| 6                           | 6:00 土曜朝6時 木梨の会。（TBSラジオ） - 木梨憲武（とんねるず）                                                                                | 6:30 1万年堂出版の時間 |
| 6                           | 6:00 土曜朝6時 木梨の会。（TBSラジオ） - 木梨憲武（とんねるず）                                                                                | 6:45 耳より健康便り |
| 7                           | 7:00 毎日元気!毎日笑顔!の『健康劇場』。 | 7:00 まいどあり～。 |
| 7                           | 7:15 藤田恵美のかみつれ雑貨店（マール） - 藤田恵美                                                                                             | 7:15 good day |
| 7                           | 7:30 まいどあり〜。 | 7:30 元気スイッチ |
| 7                           | 7:30 まいどあり〜。 | 7:45 聖書と福音（福音プロダクションズ） |
| 7                           | 7:50 交通情報 | |
| 7                           | 7:55 rfcニュース・天気予報 | |
| 8                           | 8:00 話題のアンテナ 日本全国8時です（TBSラジオ） - 藤森祥平・北村まあさ                                                                        | 8:00 ONE-J（TBSラジオ）- 本仮屋ユイカ パートナー：第1 - 4週：JRNアナウンサー、第5週：片桐千晶 ▽8:55 天気予報・交通情報                          |
| 8                           | 8:15 ミュージック＆インフォメーション | 8:00 ONE-J（TBSラジオ）- 本仮屋ユイカ パートナー：第1 - 4週：JRNアナウンサー、第5週：片桐千晶 ▽8:55 天気予報・交通情報                          |
| 8                           | 8:20 今旬!いいもの百貨店 | 8:00 ONE-J（TBSラジオ）- 本仮屋ユイカ パートナー：第1 - 4週：JRNアナウンサー、第5週：片桐千晶 ▽8:55 天気予報・交通情報                          |
| 8                           | 8:35 第1・3週：本宮市民ニュース第2・4週：いわき市政情報番組 いわき市民ニュース                                                                 | 8:00 ONE-J（TBSラジオ）- 本仮屋ユイカ パートナー：第1 - 4週：JRNアナウンサー、第5週：片桐千晶 ▽8:55 天気予報・交通情報                          |
| 8                           | 8:40 郡山市民ニュース | 8:00 ONE-J（TBSラジオ）- 本仮屋ユイカ パートナー：第1 - 4週：JRNアナウンサー、第5週：片桐千晶 ▽8:55 天気予報・交通情報                          |
| 8                           | 8:45 由紀さおりのハッピーモーニング - 由紀さおり                                                                                               | 8:00 ONE-J（TBSラジオ）- 本仮屋ユイカ パートナー：第1 - 4週：JRNアナウンサー、第5週：片桐千晶 ▽8:55 天気予報・交通情報                          |
| 8                           | 8:55 福島市民ニュース | 8:00 ONE-J（TBSラジオ）- 本仮屋ユイカ パートナー：第1 - 4週：JRNアナウンサー、第5週：片桐千晶 ▽8:55 天気予報・交通情報                          |
| 9                           | 9:00 Buy Now | 8:00 ONE-J（TBSラジオ）- 本仮屋ユイカ パートナー：第1 - 4週：JRNアナウンサー、第5週：片桐千晶 ▽8:55 天気予報・交通情報                          |
| 9                           | 9:15 ミュージック＆インフォメーション | 8:00 ONE-J（TBSラジオ）- 本仮屋ユイカ パートナー：第1 - 4週：JRNアナウンサー、第5週：片桐千晶 ▽8:55 天気予報・交通情報                          |
| 9                           | 9:20 第1・3週： 山口かずゆきのいきいき介護とリハビリ生活 第2・4・5週 ：歌謡喫茶・昭和                                                          | 8:00 ONE-J（TBSラジオ）- 本仮屋ユイカ パートナー：第1 - 4週：JRNアナウンサー、第5週：片桐千晶 ▽8:55 天気予報・交通情報                          |
| 9                           | 9:35 福島みんなのうた | 8:00 ONE-J（TBSラジオ）- 本仮屋ユイカ パートナー：第1 - 4週：JRNアナウンサー、第5週：片桐千晶 ▽8:55 天気予報・交通情報                          |
| 9                           | 9:40 お母さん教室 - 福島民報論説委員・記者 | 8:00 ONE-J（TBSラジオ）- 本仮屋ユイカ パートナー：第1 - 4週：JRNアナウンサー、第5週：片桐千晶 ▽8:55 天気予報・交通情報                          |
| 9                           | 9:55 二本松市民ニュース | 8:00 ONE-J（TBSラジオ）- 本仮屋ユイカ パートナー：第1 - 4週：JRNアナウンサー、第5週：片桐千晶 ▽8:55 天気予報・交通情報                          |
| 10                          | 10:00 SUNKIN - 手塚伸一 ▽10:15 はいうぇい 人街ネットふくしま（企画ネット番組） ▽11:00 昼の希望音楽会 〜SUNKIN-RANKIN〜                         | 10:00 お母さん教室 - 井上あずみ |
| 10                          | 10:00 SUNKIN - 手塚伸一 ▽10:15 はいうぇい 人街ネットふくしま（企画ネット番組） ▽11:00 昼の希望音楽会 〜SUNKIN-RANKIN〜                         | 10:15 耳より健康便り |
| 10                          | 10:00 SUNKIN - 手塚伸一 ▽10:15 はいうぇい 人街ネットふくしま（企画ネット番組） ▽11:00 昼の希望音楽会 〜SUNKIN-RANKIN〜                         | 10:30 ニューシニアマガジン 大和田新のラヂオ長屋 - 大和田新・山地美紗子 ▽11:30 旬!SHUN!ピックアップ ▽12:30 小倉・IMALUの○○玉手箱                 |
| 11                          | 10:00 SUNKIN - 手塚伸一 ▽10:15 はいうぇい 人街ネットふくしま（企画ネット番組） ▽11:00 昼の希望音楽会 〜SUNKIN-RANKIN〜                         | |
| 12                          | 10:00 SUNKIN - 手塚伸一 ▽10:15 はいうぇい 人街ネットふくしま（企画ネット番組） ▽11:00 昼の希望音楽会 〜SUNKIN-RANKIN〜                         | |
| 13                          | 13:00 サンドウィッチマン ザ・ラジオショーサタデー（ニッポン放送） - サンドウィッチマン・東島衣里 ※福島競馬開催時は『福島競馬実況中継』を放送。 | 13:00 爆笑問題の日曜サンデー（TBSラジオ） - 爆笑問題 ※福島競馬開催時は『福島競馬実況中継』を放送。最終週：回れ青春!みんなのレコード・コンサート |
| 14                          | 13:00 サンドウィッチマン ザ・ラジオショーサタデー（ニッポン放送） - サンドウィッチマン・東島衣里 ※福島競馬開催時は『福島競馬実況中継』を放送。 | 13:00 爆笑問題の日曜サンデー（TBSラジオ） - 爆笑問題 ※福島競馬開催時は『福島競馬実況中継』を放送。最終週：回れ青春!みんなのレコード・コンサート |
| 14:55 rfcニュース・天気予報 | | 13:00 爆笑問題の日曜サンデー（TBSラジオ） - 爆笑問題 ※福島競馬開催時は『福島競馬実況中継』を放送。最終週：回れ青春!みんなのレコード・コンサート |
| 15                          | 15:00 中央競馬実況中継（ラジオNIKKEI） ※福島競馬開催時は『福島競馬実況中継』に内包される形で放送。                                             | 15:00 中央競馬実況中継（ラジオNIKKEI） ※福島競馬開催時は『福島競馬実況中継』に内包される形で放送。                                              |
| 16                          | 15:00 中央競馬実況中継（ラジオNIKKEI） ※福島競馬開催時は『福島競馬実況中継』に内包される形で放送。                                             | 15:00 中央競馬実況中継（ラジオNIKKEI） ※福島競馬開催時は『福島競馬実況中継』に内包される形で放送。                                              |
| 16:25 健康とっておき!       | 16:25 ラジオ伝言板 | |
| 16:25 健康とっておき!       | 16:30 Nissho プレゼンツ 渡部絵美の住まいるハウス（TBSラジオ） - 渡部絵美・小笠原亘                                                             | |
| 16:40 わくわくお届け便      | | |
| 16:55 ラジオ伝言板          | | |
| 17                          | 17:00 つながroom Five - 佐藤成美 | 17:00 健康とっておき! |
| 17                          | 17:10 浜通り応援ラジオ番組 明日へ | 17:00 健康とっておき! |
| 17                          | 17:15 幸楽苑スピリット あなたにこの一杯 | |
| 17                          | 17:25 交通情報 | 17:25 rfcニュース・天気予報 |
| 17                          | 17:30 ちょっとブレイク - 荒井広幸 | 17:30 ちょっとブレイク - 荒井広幸 |
| 17                          | 17:30 ちょっとブレイク - 荒井広幸 | 17:40 週刊 なるほど!ニッポン（ニッポン放送） - 立川晴の輔                                                                                       |
| 17                          | 17:45 ウィークエンドネットワーク（TBSラジオ）                                                                                                  | |
| 17                          | 17:50 ニュースデスクから | 17:50 詩の礫～和合亮一のアクションポエジィー - 和合亮一                                                                                         |
| 17                          | 17:55 天気予報 | 17:50 詩の礫～和合亮一のアクションポエジィー - 和合亮一                                                                                         |
| 18                          | 18:00 納得!お得!ラジオショッピング | 18:00 林部智史の「あいたいラジオ」（山形放送） - 林部智史                                                                                       |
| 18                          | 18:15 普天間かおりのぬちぐすいやっさー（エフエム世田谷） - 普天間かおり                                                                        | 18:00 林部智史の「あいたいラジオ」（山形放送） - 林部智史                                                                                       |
| 18                          | 18:20 録音風物誌（火曜会） | |
| 18                          | 18:30 nappoしぇんしぇ～のドレミファ相談室 | 18:30 純烈 スーパー銭湯!!（かしわプロダクション） - 純烈                                                                                        |
| 18                          | 18:45 たんぽぽの綿毛time♪ - たんぽぽ | 18:30 純烈 スーパー銭湯!!（かしわプロダクション） - 純烈                                                                                        |
| 19                          | 19:00 芸人お試しラジオ「デドコロ」（火曜会）                                                                                                   | 19:00 松山千春 ON THE RADIO（NACK5） - 松山千春                                                                                                 |
| 19                          | 19:30 あばれる君のイグニッションラジオタイム（かしわプロダクション） - あばれる君                                                              | 19:00 松山千春 ON THE RADIO（NACK5） - 松山千春                                                                                                 |
| 20                          | 20:00 アルコ&ピース D.C.GARAGE（TBSラジオ） - アルコ&ピース                                                                                    | 20:00 音楽☆とらのアナ（火曜会） |
| 20                          | 20:00 アルコ&ピース D.C.GARAGE（TBSラジオ） - アルコ&ピース                                                                                    | 20:30 亀渕昭信のお宝POPS（火曜会） - 亀渕昭信                                                                                                   |
| 21                          | 21:00 もしかして どぶろっくだけど!? - どぶろっく                                                                                               | 21:00 第4週以外：ウィリアムス浩子のMy favorite JAZZ - ウィリアムス浩子第4週：竹原ピストルとaveのラジオ番組 - 竹原ピストル・ave                  |
| 21                          | 21:30 問わず語りの神田伯山（TBSラジオ） - 六代目・神田伯山                                                                                     | 21:00 第4週以外：ウィリアムス浩子のMy favorite JAZZ - ウィリアムス浩子第4週：竹原ピストルとaveのラジオ番組 - 竹原ピストル・ave                  |
| 22                          | 22:00 福山雅治と荘口彰久の「地底人ラジオ」（渋谷のラジオ） - 福山雅治・荘口彰久                                                                | 22:00 井上芳雄 by MYSELF（TBSラジオ） - 井上芳雄                                                                                                |
| 22                          | 22:00 福山雅治と荘口彰久の「地底人ラジオ」（渋谷のラジオ） - 福山雅治・荘口彰久                                                                | 22:30 チェリーボーイズタイム |
| 23                          | 22:00 福山雅治と荘口彰久の「地底人ラジオ」（渋谷のラジオ） - 福山雅治・荘口彰久                                                                | 23:00 堀江由衣の天使のたまご（文化放送） - 堀江由衣                                                                                             |
| 23                          | 23:30 SixTONESのオールナイトニッポンサタデースペシャル（ニッポン放送） - SixTONES（田中樹ほか）                                                | 23:30 水樹奈々 スマイルギャング（文化放送） - 水樹奈々・福圓美里                                                                                |
| 0                           | 23:30 SixTONESのオールナイトニッポンサタデースペシャル（ニッポン放送） - SixTONES（田中樹ほか）                                                | 0:00 森海立話 - 森本庸平・海藤尚美 |
| 0                           | 23:30 SixTONESのオールナイトニッポンサタデースペシャル（ニッポン放送） - SixTONES（田中樹ほか）                                                | （0:05 - 5:00 放送休止） |
| 1                           | 1:00 オードリーのオールナイトニッポン（ニッポン放送）- オードリー                                                                              | |
| 2                           | 1:00 オードリーのオールナイトニッポン（ニッポン放送）- オードリー                                                                              | |
| 3                           | 3:00 オールナイトニッポン0(ZERO)（ニッポン放送） - 週替わり最終週：ヤーレンズのオールナイトニッポン0(ZERO)（ニッポン放送） - ヤーレンズ        | |
| 4                           | 3:00 オールナイトニッポン0(ZERO)（ニッポン放送） - 週替わり最終週：ヤーレンズのオールナイトニッポン0(ZERO)（ニッポン放送） - ヤーレンズ        | |

#### その他
- rfcニュース・天気予報・交通情報（随時放送）
- rfc8655ラジオショッピング（随時放送）
- 風とロック CARAVAN福島（月1回放送）
- 福島競馬実況中継（土曜・日曜の福島競馬開催時）[注釈 10]
- ラジオ・チャリティ・ミュージックソン（12月24日 12時00分 - 12月25日 12時00分）
- エキサイティングゲーム rfcナイター（ナイターイン編成時、概ね 4月 - 9月）
- ふくしま駅伝 完全実況生中継（11月第3日曜日）
- 福島県議会中継（不定期）
- 春夏秋冬〜ミュージック・セレクション（IBC岩手放送制作。既に放送は終了しているが、災害発生時や空き時間が発生した際のフィラーとして放送することがある。）

### 過去の自社制作番組

#### 朝帯番組枠
- お早ようRFCです
- おはよう!ラジオ日記（1987年 - 1995年3月） - 朝ワイドの草分け番組。
- 朝採りラジオ 情報パイレーツ（1995年4月3日 - ）
- Morning×2
- 週刊ひでキンモーニング
- 朝から全開!（月曜 - 金曜 7時00分 - 9時30分）

#### 午前帯番組枠
- ふくしまエイトフィフティ
- 大和田新（荒川守）のおまかせワイド（1995年4月3日 - ）
- ほっとタイム
- おいしいラジオ

#### 午後帯番組枠
- パトロール・イン・ふくしま
- 2時のふくしま
- rfcワイド午後1番!（1981年4月1日 - 1995年3月31日） - 昼ワイドの草分け番組。
- かっとびワイド（月曜 - 金曜 13時00分 - 16時00分）

#### 夕方帯番組枠
- 噂の探偵団〜RFCイブニングウェイブ
- 美穂子とイブニング
- 真由美とイブニング
- 尚美とイブニング
- イブニングパートナー
- サタデー（サンデー）イブニングパートナー
- 栄ちゃんのラジオいっぷく堂
- ラジオいっぷく堂 夕焼けウォッチング
- 夕日が丘8番地
- 夕焼け番長!
- 夕焼けハッピー!
- おいしいラジオ

#### 夜帯番組
- RFCファミリースタジオ
- ミュージックパートナー（ - 1972年5月）
- 夜をぶっとばせリクエストで45分（1972年6月 - 1984年8月）
- ミュージックストリート夜はこれから（1984年9月 - 1986年5月）
- それいけAM!AM!こちら下荒子8番地（1986年6月 - 1991年4月）
- レッツナイト45
- レッツナイト 今を生きる
- かおりのレッツナイト
- 中吉のザ☆ハッピーれいでぃお
- 夜をぶっとばせリクエストで120分→新と美智子の夜をぶっとばせ - 『夜をぶっとばせリクエストで45分』の復活版。
- あらたとあいなの夜はこれから
- ルーテルアワーカプセルメイト - 宗教番組。
- 魅惑のニューディスク
- 月曜Monday（もんだい）夜はこれから!（ - 2017年3月、月曜 19時00分 - 21時00分）
- KAGAMIDA TOWN（0時30分 - 1時00分）
- カガちゃんのラジオ・ミュージック・カフェ（2017年4月3日 - 2022年3月21日）

#### 土曜日
- RFCウィークエンドダイヤル
- RFC土曜スペシャル
- 大好き土曜日 伸一（哲也）・真由美（久子）の朝からびんびん!!
- 土曜の午後は佳生でDOYO!
- Morning2 土曜はブラボー
- 土曜deゴンザレス
- Saturday Knightに モリモットー!!（土曜 22:00 - ）[45]
- こおり健太「朝イチ番の唄便り」（2021年4月 - 2023年3月、土曜 5:00 - 5:15）
- OBP福島あかり～らじアカリ～（2022年4月 - 2023年3月、土曜 19:30 - 19:50）

#### 日曜日
- RFC日曜ワイド
- rfcサンデーハウジングスタジオ
- rfc日曜ラジオ広場（ナイターオフ期のみ放送）
- コルニエツタヤいちもくサンデーまっしぐら（コルニエツタヤB1サテライトスタジオより放送）
- 日曜音楽小僧
- にちようでキュー!
- 普天間かおりのちゅらサンデー
- 日曜ラジオエッセイ～心つないで
- 手塚伸一・炎のCHANNEL てづかはあついうちにきけ（2002年 - 2014年3月） - 日曜 22時00分 - 23時00分→22時00分 - 22時30分。
- 踊れ!ライヴマニア（2011年10月 - 2016年3月）日曜 20時00分 - 21時00分[46]
  - アイくるとサンデート（2015年4月 - 、内包番組）
- ふるさとに響け! 古関メロディー故郷を訪ねて（? - 2023年3月、日曜 17:15 - 17:25、2021年9月まではORANGE TIMEサンデーに内包されていた。）

#### その他
- rfcロックトーナメント→スーパーロックトーナメント〜毎日がプロモーション〜
- アイミー薬局のすこやかエブリデイ
- あぶくま洞を訪ねよう
- あぶくま水辺のアルバム
- 荒川守のごきげん横丁
- wiz GENERATION Dream ON → wiz GENERATION MAGAZINE 100%方八町
- 歌のショートリリーフ
- 海の気象ニュース（青森放送で放送しているものとは別）
- 笑顔でGOGO!鏡田プロダクション
- おはようカーですコロナです
- おはようジャーナル　話題のエトセトラ
- 開口一番・夢一番 ラジオラウンドテーブル（幸楽苑提供）
- Good RadioDays 青春レコードコンサート〜あの曲をもう一度〜
- クボタ歌謡カレンダー
- 心の発見
- コルニエツタヤでこんにちは
- 今夜はロックイットパンチ!
- THEインタビュー
- サスケネエダ王国 ドンマイ団（NTT福島提供）
- SO!SO! これがうわさの元気人
- Take it easy
- Take the REGAL TRAIN（福島リーガルシューズ提供）
- 中央競馬レース展望
- ティーンズトーキング ぱなぃナイト
- でかした!Fer-o-mon
- Dr.GOの絶対合格!
- 突撃!噂のバスガイド
- ナイスミドルのNiceな夕暮れ
- パークランド ハッピーコール
- ハイスクールステーションこちらピーチ組
- はせがわともこの音楽お手紙〜大切なあなたへ〜
- バンボン・ゆかりのお菓子なふたり
- ヒデキの勝手にナイトDX
- ふくしま国体 ガンバレポート
- 福島青春物語 噂の探偵団
- 福島のむかし話（「おばあちゃんの昔話」に継承）
- フレーフレー会津の球児たち
- ふるさとプレイバック 〜うつくしま再発見〜
- ホモサピエンス万歳
- ミュージックフォーハートイン東芝
- ミュージックランデヴーROUTE6
- モールでギュッとモーニング
- 横田篤の浜街道ドリブルトーク
- 佳生と敦子の青春楽団
- ラッキーアイランド「よしおじさんのなつかしィ〜!」
- レインボーカラオケ歌合戦（エンドーチェーン提供）
- 我が町バンザイ
- 守ります! 福島 -政府原子力被災者生活支援チームQ&A
- 知事さんふれあいトーク
- つるりん和尚のあー言えば、こうゆう録
- ベストファームの相続相談
- ハートフルトーク 鳥居をくぐれば
- ゲストはave
- はつみみdeナイト!
- みちのくボンガーズ ボンガーデン
- キミの瞳に恋してるDX
- ドッコイ晴美節
- おはようチエちゃん
- 父から子へ伝える 洋楽黄金時代
- さわやかマイタウン
- Yammy's Garden
- おはようカガちゃん
- 東日本大震災関連情報（2011年5月 - ）
  - 心をつなぐリレートーク - 『かっとびワイド』内コーナーの1週間分のダイジェスト版
  - うつくしまリサーチ〜ハイ!ココ注目〜 - 『スマイル!』内コーナーの1週間分のダイジェスト版
  - 復興情報ファイル - 『夕焼け番長!』『夕焼けハッピー!』内コーナーの1週間分のダイジェスト版
- アイくるとフライデート（2014年10月3日 - 2015年3月27日）

### ふくしまFM開局以前に放送されたTOKYO FM制作の番組
（ふくしまFM開局に伴い同局に移行した番組も含む）
- 大江千里のSUZUKI STATIONKIDS
- SUZUKIトレンディタウン
- 田島貴男SUZUKI SONG FOR LOVERS （1995年10月にふくしまFMに移行）
- MUSIC DRIVER（1995年10月にふくしまFMに移行）
- THE GOLDEN HITS（1995年10月にふくしまFMに移行）

## アナウンサー

### 概要
前述の通り、アナウンサーが制作からミキシングまでを行うワンマンシステムを多くの番組で採用しており、自社制作番組のほとんどがアナウンサーの出演（地元タレントなどの起用が少ない）であることなどから、当局アナウンサー一同がアノンシスト賞を受賞（2001年度、アナウンサー活動に対して）、鏡田辰也がギャラクシー賞（2001年度・DJパーソナリティ賞）を受賞するなど、当局のアナウンサーへの評価は高い。
一方で、退職してフリーランス、事務所所属の道を選ぶアナウンサーも数多く、特に、1990年代後半以降に入社で、現在も引き続き所属するアナウンサーは数少ないという実情がある。2010年には、既に退職したアナウンサーを契約アナウンサーとして起用するという、RFCとしては珍しい状況も発生している。2014年4月と2017年4月入社のアナウンサーについては契約アナウンサーとして採用している。

### 現職アナウンサー
社員
- 1993年入社 手塚伸一
- 1995年入社 小川栄一、深野健司
- 1998年入社 石田久子
- 2003年入社 山地美紗子

契約
- 井畑美穂子（1991年 - 1996年。退職後もフリーとして出演し、2010年4月1日より番組契約アナウンサーとして復帰）
- 海藤尚美（1991年 - 1996年。井畑同様、退職後もフリーとして出演し、2010年4月1日より契約アナウンサーとして復帰）
- 渡邊美香（番組契約アナウンサー。競合局でもあるふくしまFMの番組にも出演しているが、rfcでもアナウンサーとして扱われている）
- 森本庸平（2014年4月 - ）
- 大本愛惟（2024年4月 - ）

### 元アナウンサー
●は故人。

#### 男性
- 1953年
  - 岡本勉（第1期アナウンサー。取締役編成局長、常務取締役、監査役を経て退職）
  - 福原榮声（ - 1959年、第1期アナウンサー。のちに営業に異動、営業局長、常務取締役を経て退職）
  - 山崎義一（第1期アナウンサー。1953年12月1日の開局時に第一声を務めた）
- 1959年 
  - 佐藤資治（ - 1983年、同年のテレビユー福島開局時に移籍、後に退職、現在は福島学院大学名誉教授[47][48]）
- 1971年
  - 菅原俊二●（ - 1988年、在籍中に死去）
- 1972年
  - 荒川守（ - 2000年、荒川守アナウンス学院長）
- 1976年
  - 石塚真人（ - 1979年、現・地元の秋田テレビ[49]）
- 1977年
  - 緒方一英（ - 1979年、現在は地元の静岡を中心にフリー。アナウンサー事務所 有限会社リップス、ボイスアルファ代表[50][51]）
  - 大和田新（ - 2015年、定年退職後もフリーとして引き続き番組を継続して出演している）
- 1978年
  - 中村幹男（地元のFM静岡を経て、現・テレビユー福島）
- 1980年
  - 松坂彰久（ - 1983年、地元のFM静岡を経て、1991年から2022年まで長野朝日放送に在籍）
- 1981年
  - 荒瀬英俊（ - 1985年、同年、地元の山口県にエフエム山口が開局したのを伴って移籍）
- 1982年
  - 八塚浩（ - 1987年、現在は圭三プロダクション所属。スカイパーフェクTV!・J SPORTSのサッカーやプロレス実況など）
- 1984年
  - 倉敷保雄（ - 1989年、現在はフリー。スカイパーフェクTV!・J SPORTSのサッカー実況、関連番組キャスターなど）
  - 鈴木敏弘（ - 1992年、同年から2020年まで地元のテレビ静岡に在籍）
- 1985年
  - 吉田暁央（ - 1992年、現在はフリー。有限会社オフィス クリナム代表取締役）
- 1988年 
  - 鏡田辰也（ - 2022年9月、退職後はフリーに転向、担当していた番組は引き続き出演。在籍中の2020年4月から「ふくしまSHOW（テレビユー）」の番組司会を担当している[注釈 11]）
  - 鈴木竜弘（ - 1994年、同年から2024年まで地元のテレビユー山形に在籍）
- 1989年
  - 加藤裕介（ - 1995年、現・RFラジオ日本）
- 1990年
  - 鈴木秀喜（ - 2000年、現・新潟総合テレビ）
- 1995年
  - 佐藤哲也（ - 2006年、現在はボイスオン所属）
- 2001年
  - 木村季康（ - 2005年、現在はRFラジオ日本で競馬中継を担当）
- 2006年
  - 和泉義治（ - 2009年、制作報道部に異動した後、2011年退職。現・山梨放送）
- 加藤裕一（ブルームバーグテレビジョン→ストックボイス記者）
- 神田康秀（ライトビヨンド代表取締役。ラジオNIKKEIスクール講師）
- 竹下良則（東日本放送から移籍。現在はフリー）
- 山地常司（FM東京に移籍し、定年まで勤務）

#### 女性
- 1962年
  - 岡崎トミ子●（ - 1967年、東北放送へ移籍し、退職後の1990年に衆議院議員へ立候補し当選2期。参議院議員3期。2017年3月19日に死去[52][53]）
- 1978年
  - 深沢彩子
- 1980年
  - 清水みゆき（FM岩手→青森朝日放送アナウンサーだった大川原儀明との結婚後、「大川原みゆき」でFM青森の契約アナに）
- 1981年
  - 菅原美智子（ - 2019年、定年退職後も一部の担当番組は引き続き出演。2023年に福島市議会議員に立候補し当選）
- 1982年
  - 轟美穂（ - 1999年、フリー転身後にいすゞ歌うヘッドライト〜コックピットのあなたへ〜のパーソナリティや、長野オリンピックの開会式・閉会式アナウンスなどを務めた。現・「ボイスコネクション」主宰）
- 1986年
  - 渥美佳代子（現在はNACK5ニュースアナウンサー。過去には『アップタウン・モーニング』でDJも担当）
- 1987年
  - 小林千鶴（現在はフリー。J SPORTSでテニス・フィギュアスケート等を実況。ちなみに夫はrfc時代の同僚である倉敷保雄）
- 1989年
  - 加藤満理子
  - 前場美保子（メディア・スタッフ所属）
- 1990年
  - 土屋志保（ - 1992年、同年から1994年まで静岡第一テレビのアナウンサーとして勤務）
- 1992年 
  - 川崎亜有子（気象予報士、防災士）
  - 関根珠美
  - 深沢ちえり（メディア・スタッフ所属）
- 1993年
  - 広瀬真弓●（ - 1994年、在籍中に交際相手だった奈良テレビ放送の男性記者（当時）に殺害される[54][55][56]）　　　　　　　
  - 増井里加（ますい・りか。ラジオNIKKEIの株式番組で活躍後、2007年2月に出産のため降板。それ以降は主だった活動はない）
  - 丸尾昌代
- 1994年
  - 高達奈美
  - 西村実花
  - 吉田奈巳（ - 1998年）
- 1995年
  - 大神田裕子
  - 小川真由美（ジョイスタッフ所属）
- 1999年
  - 徳永真紀（退職後は地元・広島のテレビ局でリポーターとして活動）
- 2000年
  - 大場寿子（ - 2008年9月）
  - 島田弥栄（ - 2012年）
  - 高島由紀子 （ - 2004年、俳協→アクロス エンタテインメント所属。ナレーター、bayfm情報ナビゲーター）
  - 平松亜希子（ - 2001年3月、現在はエフエム岐阜パーソナリティ）
- 2001年
  - 松井香保里（ - 2010年9月）
- 2003年
  - 渡邉美香（ - 2009年、2014年5月より『Saturday　Music　Station　大人の部活project』のパーソナリティーを担当中）
- 2006年
  - 小野ゆかり（ - 2009年10月）
- 2009年
  - 林藍菜（ - 2010年9月、元『みんなが出るテレビ』（テレビ神奈川）女子大生リポーター。2010年10月から富山テレビへ移籍）
- 2010年
  - 佐々木瞳（10月 - 2014年3月）
  - 八木志芳（10月 - 2016年3月）
- 2014年
  - 西野智子（4月 - 2015年3月。契約アナウンサー）
- 2017年
  - 稲本安里紗（4月 - 2019年3月）
  - 菅原咲子（4月 -  2019年1月、現・地元の秋田テレビ）
- 2019年
  - 嘉数夕稀子（4月 - 2025年3月　現在NHK沖縄放送局キャスター）
  - 佐藤成美（4月 - 2025年6月）
- 浅川美帆
- 伊藤節子●（後に菅原節子として福島市のコミュニティFM「FM POCO」代表取締役社長や「節子の部屋」のメインパーソナリティを務めた。2021年に死去）
- 植松美由紀（AIR-G'開局時にアナウンサーとして移籍、後に営業部に異動）
- 岡本有美子
- 織田晴奈
- 奥原朋子
- 朽木広江
- 桑折久子（ - 1983年、同年にテレビユー福島開局時の嘱託アナウンサー→契約終了[47]）
- 五藤めぐみ（テレビ山梨→ジョイスタッフ所属）
- 酒見由梨（現在はSOPromotion所属）
- 佐治恵子
- 佐竹由美子
- 鈴木啓代
- 鈴木奈保美
- 竹野美智子
- 武石みち子
- 槻ノ木沢知代
- 林京子
- 福田晃子（オフィスKR所属）
- 松山桂子（サン放送カンパニー講師）
- 最所千加子（現在はフリーでニッポン放送や文化放送にニュースアナウンサーとして出演）
- 森五十鈴
- 山岸明子
- 山本周子
- 渡辺良子

## オープニング・クロージング
オープニング・クロージング共に5分間流れる。日曜深夜の放送終了が1時丁度になるため、冒頭では時報が鳴る。
オープニングの台詞は「おはようございます。お目覚めは如何ですか? こちらは、RFC、ラジオ福島です。（コールサイン・出力周波数読み上げ）で、ただいまから、きょうの放送を、開始いたします。時刻は、まもなく、5時になります（放送開始が5時15分だった時代は、5時の部分が5時15分に）」。
クロージングの台詞は、「今夜も（かつては゛今宵も゛）、ラジオ福島の放送をお聞きいただきまして、ありがとうございます。（コールサイン・出力周波数読み上げ）でお送りいたしました。ここでしばらくおやすみをいただきまして、次の放送は、午前5時からでございます（放送開始が5時15分だった時代は、午前5時の部分が午前5時15分に）。おやすみなさい…」となっている。
2011年3月11日 - 2012年4月1日までは、終日24時間放送のため、オープニングとクロージングは放送されていなかった。
- - 1992年3月
  - 長年同じ音楽を使用していたため、音源の劣化によるノイズがあった。女性アナウンサーによるアナウンスと、男性アナウンサーの時期がある。
  - 1978年11月22日付け放送終了時、および11月23日付け開始時にはそれぞれ周波数変更（これまでの10KHzステップが9KHzステップになるため）に伴う新しい周波数のアナウンスを行っている。特に23日は5時00分から定時放送が始まる5時15分まで断続的にその周波数を繰り返して放送する旨を22日終了時に伝えていた。
    - オープニング - BGM「80日間世界一周」
    - クロージング - BGM　FAUSTO PAPETTI「Georgia on My Mind」
- 1992年4月 - 2003年9月
  - 若松放送局の周波数変更と出力増力に伴う変更。各放送局の読み上げ部分で「〜放送局」の台詞が「〜からは」に変更された。
    - オープニング - アナウンス 大和田新
    - クロージング - アナウンス 菅原美智子
      - 宗次郎の「精霊の森」（アルバム「Early Times」収録曲）。
- 2003年10月 - 2016年3月
  - オープニング・クロージング - アナウンス 松井香保里
  - 松井が2010年に退社した以降も、継続して使用していた。
- 2016年4月 - 2016年11月
  - rfc東金山FM補完中継局開局に伴う変更。
  - アナウンスは、オープニング・クロージングともに、菅原美智子。
- 2016年11月 - 2017年3月
  - rfc西金山FM補完中継局開局に伴う変更。
- 2017年4月 - 2018年2月
  - rfc中通りFM補完局開局に伴う変更。
- 2018年2月 - 2018年11月
  - rfc金山FM補完中継局開局に伴う変更。
  - アナウンスは、オープニング・クロージングともに、海藤尚美。
- 2018年12月 -
  - rfc若松・いわき・原町FM補完中継局開局に伴う変更。